# Amanecer en las Catskill Mountains (Thomas Cole)
Amanecer en las Catskill Mountains, cuyo título original en inglés es Mountain Sunrise, Castkill, o Sunrise in the Catskills, es el tema de dos lienzos, ambos del año 1826, obra de Thomas Cole, pintor estadounidense de origen británico, considerado el fundador de la llamada Escuela del río Hudson.                                                                                                                                                  

## Versión de la Galería Nacional de Arte
- Pintura al óleo sobre lienzo; 64,8 x 90,1 cm.; año1826; Galería Nacional de Arte, Washington D. C..

- Firmado en la parte inferior central: "T. Cole/1826"

En la primavera de 1826, Robert Gilmor Jr. (1774–1848), un coleccionista de Baltimore, encargó a Thomas Cole que pintara una vista de las Montañas de Catskill. Cole completó este trabajo a principios de diciembre y lo entregó el día de Navidad. Según el artista, esta pintura muestra el amanecer en la Vly Mountain, un pico cerca de las cabeceras orientales del río Delaware.
En esta versión, el espectador se coloca en primer plano, sobre una roca iluminada. En el lugar donde están representadas las figuras de los pioneros de la otra versión, ahora hay una gran roca. Un afloramiento rocoso en el fondo parece ofrecer un lugar privilegiado para vislumbrar el paisaje, y prefigura al lienzo “Almas hermanas”. Pero, entre el espectador y el horizonte, hay un área de oscuridad, un abismo y un bosque que parecen impenetrables. Solamente los colores rosados y dorados del amanecer proporcionan una sensación de libertad.
Este lienzo es muy importante, porqué Cole representa por primera vez un paisaje virgen de una manera totalmente personal, y la relación con un mecenas importante está documentada. Es una obra fundamental de la pintura del paisaje estadounidense del siglo XIX, que contiene las semillas de la obra posterior de Cole, y que anticipa las grandes obras de su alumno Frederic Edwin Church, en las décadas de 1850 y 1860.

## Versión de una colección privada

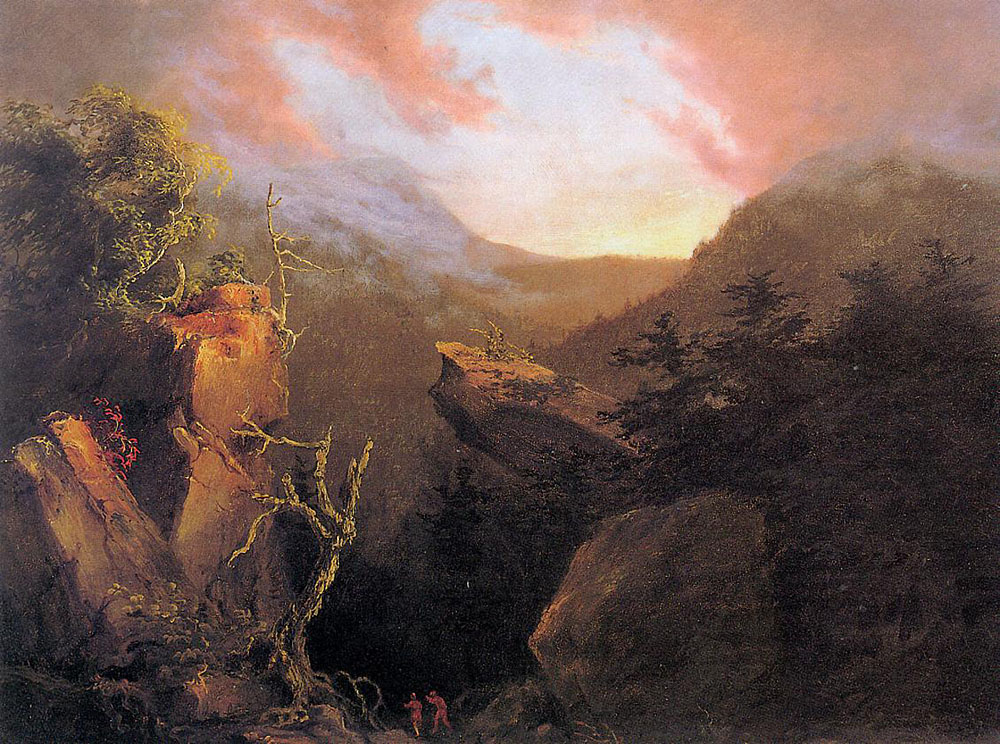
Amanecer en las Catskill Mountains (Versión de Colección Privada)

- Amanecer en las Catskill Mountains (Versión de Colección Privada)Pintura al óleo sobre lienzo; 1826 año; 46,4 x 61,9 cm.; Colección privada.

Este lienzo se basa en bocetos realizados por Thomas Cole, durante su primer viaje a las Montañas de Catskill en 1825, o tal vez en el segundo viaje del año 1826. Parece que esta pintura era el pendant de un Mountain Sunset, Catskill , ahora perdido. Este paisaje no representa ningún lugar específico, sino que es una composición de varios lugares observados en los Catskills. A pesar de la influencia de Salvator Rosa, Cole comienza una nueva forma de representar los diversos planos de composición, lo que le da al lienzo una estética peculiar.
Las dos pequeñas figuras del primer plano no son los indígenas estadounidenses que suelen aparecer en las obras de Cole, sino que por su vestimenta parecen pioneros estadounidenses del siglo XVIII. La representación de pequeñas figuras en un paisaje imponente, era una fórmula típica del sublime europeo, pero en este lienzo seguramente también refleja la propia experiencia de Cole, habiendo cruzado, a pie y en solitario, amplias áreas de territorio virgen.